# Rittergut Stöcken
Das Rittergut Stöcken war ein Rittergut vor den Toren der Stadt Hannover im heutigen Stadtteil Stöcken. Es lag mutmaßlich zwischen dem Unterlauf des Strangriedegrabens, der hier unter der Bezeichnung Stöckener Bach in die Leine mündet, sowie der Straße Auf der Klappenburg.

## Geschichte
In dem ehemals „Stockheim“ genannten Dorf listete eine Kopfsteuerbeschreibung des welfischen Fürstentums Calenberg-Göttingen neben 229 anderen Einwohnern des Ortes sowie der Familie des in Marienwerder tätigen Pastors Justus Georg Meyer weitere zehn Personen auf dem Rittergut, das seinerzeit im Besitz des hannoverschen Adelsgeschlechtes von Anderten lag. Maria Blank, eine verwitwete von Anderten und Besitzerin des Guts „zu Stöckheim“, richtete zur Zeit des Kurfürstentums Hannover im Jahr 1700 die Fähre Stöcken-Letter ein, durch die sie ihre Felder bei Letter leichter erreichbar machen wollte.
Das Rittergut Stöcken ging später in den Besitz der Familie von Schwicheldt sowie des Geschlechtes von Bremer über. Der aus dieser Familie stammende Graf Bremer ließ 1870 die mit dem Gut verbundene Ritterschaftsstimme auf das Gut Wunstorf III übertragen.